# Cercle de Kolondiéba
Le cercle de Kolondiéba est une circonscription administrative malienne, dans la nouvelle région de Bougouni.

## Histoire
En 1961, la loi N° 117 du 11 août 1961, instaure le cercle de Kolondiéba dans la région de Sikasso, il est soustrait du cercle de Bougouni.

## Communes
Avant 2023, il compte 12 communes : Bougoula, Fakola, Farako, Kadiana, Kébila, Kolondiéba, Kolosso, Ména, Nangalasso, N'Golodiana, Tiongui et Tousséguéla.
Depuis 2023; le cercle codé en 1503, compte 6 communes, 3 arrondissements et 139 VFQ : villages, fractions et quartiers.
| Code   | Arrondissement                       |
| ------ | ------------------------------------ |
| 150301 | Arrondissement central de Kolondiéba |
| 150302 | Arrondissement de Kébila             |
| 150303 | Arrondissement de Tousséguéla        |

| Code     | Commune     | Chef-lieu   | VFQ |
| -------- | ----------- | ----------- | --- |
| 15030101 | Kolondiéba  | Kolondiéba  | 57  |
| 15030102 | Ména        | Ména        | 14  |
| 15030103 | N'Golodiana | Toutiala    | 12  |
| 15030201 | Kébila      | Kébila      | 31  |
| 15030301 | Tousséguéla | Tousséguéla | 10  |
| 15030302 | Kolosso     | Kolosso     | 11  |